# Glanidium
Glanidium es un género de peces de agua dulce de la familia Auchenipteridae y del orden de los Siluriformes. Las especies que lo integran son denominadas popularmente bagres o marietas. Se distribuye en los cursos fluviales del norte y centro de Sudamérica cálida, llegando por el sur hasta el extremo noreste de la Argentina. En las especies mayores la longitud total ronda los 15 cm.

## Distribución geográfica
Se distribuye en los cursos fluviales de la región oriental de Sudamérica cálida, desde los drenajes atlánticos de las Guayanas, por el este de Brasil hasta el extremo nordeste de la Argentina, en la cuenca del Plata.

## Taxonomía
Este género fue descrito originalmente en el año 1874 por el naturalista danés Christian Frederik Lütken.  
Especies
El género se subdivide en 7 especies:
- Glanidium albescens Lütken, 1874
- Glanidium bockmanni Sarmento-Soares & Buckup, 2005
- Glanidium botocudo Sarmento-Soares & Martins-Pinheiro, 2013.[4]
- Glanidium catharinensis P. Miranda-Ribeiro, 1962
- Glanidium cesarpintoi R. Ihering (pt), 1928
- Glanidium leopardum (Hoedeman, 1961)
- Glanidium melanopterum A. Miranda-Ribeiro, 1918[5]
- Glanidium ribeiroi Haseman, 1911